# ان‌اکس‌تی هالووین ویران (۲۰۲۴)
ان اکس تی هالوین ویران (انگلیسی: NXT Halloween Havoc) یک رویداد کشتی حرفه ای بود که توسط دبلیودبلیوئی تولید شد. این پنجمین خرابی سالانه هالوین ویران برای برند توسعه‌دهنده ان‌اکس‌تی و هفدهمین رویداد هالوین ویران بود. در روز یکشنبه، ۲۷ اکتبر ۲۰۲۴، در مرکز جاینت در هرشی، پنسیلوانیا برگزار شد. این دومین رویداد هالووین ان‌اکس‌تی بود که پس از سال ۲۰۲۲ به صورت پخش زنده برگزار شد، زیرا رویدادهای ۲۰۲۰ ، ۲۰۲۱ و ۲۰۲۳ به عنوان ویژه برنامه‌های تلویزیونی ان‌اکس‌تی برگزار شد و همچنین رویداد را به یک شب بازگرداند زیرا نسخه دوم ۲۰۲۳ بود. همچنین اولین رویداد ان‌اکس‌تی بود که لوگوی دبلیو‌دبیلو‌ئی را به همراه دارد.
‌
در این مراسم پنج مسابقه به رقابت پرداختند. در رویداد اصلی، تریک ویلیامز اتان پیج را در مسابقه چرخ را بچرخان، برنده شو : زمین شیطان شکست داد تا قهرمانی ان‌اکس‌تی را کسب کند. در یک مسابقه مهم دیگر، جولیا و استفان واکور روکسان پرز و کورا جید را در یک مسابقه تگ تیمی شکست دادند و در مبارزه افتتاحیه، تونی دی آنجلو اوبا فمی را در مسابقه چرخ را بچرخان، برنده شو: میز، نردبان و ترس شکست داد تا قهرمانی ان‌اکس‌تی آمریکای شمالی را به دست بیاورد. این رویداد به خاطر حضور تالار مشاهیر دبلیودبلیوئی بابا ری دادلی قابل توجه بود.

## اجرا

### پشت صحنه
هالوین ویران یک رویداد کشتی حرفه‌ای است که در حال حاضر توسط دبلیودبلیوئی تولید می‌شود. همانطور که از نام آن پیداست، این یک نمایش با مضمون هالووین است که در اکتبر برگزار می شود. این در ابتدا به عنوان یک رویداد سالانه  پرداخت به ازای مشاهده (PPV) توسط دبلیو‌سی‌دبلیو از سال ۱۹۸۹ تا ۲۰۰۰ تولید شد زیرا دبلیو‌سی‌دبلیو، دبلیو‌دبلیو‌ئی را در سال ۲۰۰۱ خریداری کرد. هالوین ویران آخرین مراسم کشتی هالوین ویران بود تاآنکه برند ان‌اکس‌تی (دبلیودبلیو برند) در سال ۲۰۲۰ یک مراسم جدید برگزار کرد.رویدادهای ۲۰۲۰، ۲۰۲۱، و ۲۰۲۳ به عنوان یک مجموعه اختصاصی ان‌اکس‌تی در یو‌اس‌ای نتورک برگزار شد. اما برای ۲۰۲۲، این یک رویداد پخش زنده بود.مراسم ۲۰۲۳ همچنان دو شب بود.

در ۱۵ جولای ۲۰۲۴، اعلام شد که ان‌اکس‌تی: هالوین ویران به عنوان یک رویداد پخش زنده یک شب برگزار خواهد شد. پنجمین رویداد سالانه ان‌اکس‌تی: هالوین ویران و هفدهمین ان‌اکس‌تی: هالوین ویران، قرار بود در یکشنبه، ۲۷ اکتبر ۲۰۲۴، در مرکز جاینت در هرشی، پنسیلوانیا برگزار شود، که نشان‌دهنده اولین ان‌اکس‌تی: هالوین ویران است که در خارج از پایگاه عمکردی دبیلودبلیوئی این برند در اورلاندو، فلوریدا برگزار می‌شود.

## لینک‌های خارجی
WWE NXT official websiteالگو:WWE NXT eventsالگو:2024 WWE Network events